# Oxyopes heterophthalmus
Oxyopes heterophthalmus es una especie de araña del género Oxyopes, familia Oxyopidae. Fue descrita científicamente por Latreille en 1804.
Habita en Europa, África del Norte a Medio Oriente, Turquía, Cáucaso, Kazajistán y China.

## Descripción
Los palpos del macho tienen una apófisis rotuliana dirigida dorsalmente, que es casi tan larga como la tibia palpal del macho. El epigino tiene una parte mediana de color marrón rojizo y es ampliamente redondeado. El color del cuerpo es marrón oscuro, con un patrón blanquecino en el dorso. Las patas son negras, con pelos brillantes y espinas sorprendentemente robustas. Ambos sexos miden de 5 a 7 milímetros (1⁄5 a 3⁄10 pulgadas) de largo. Su abdomen tiene una forma más o menos triangular y termina en punta.

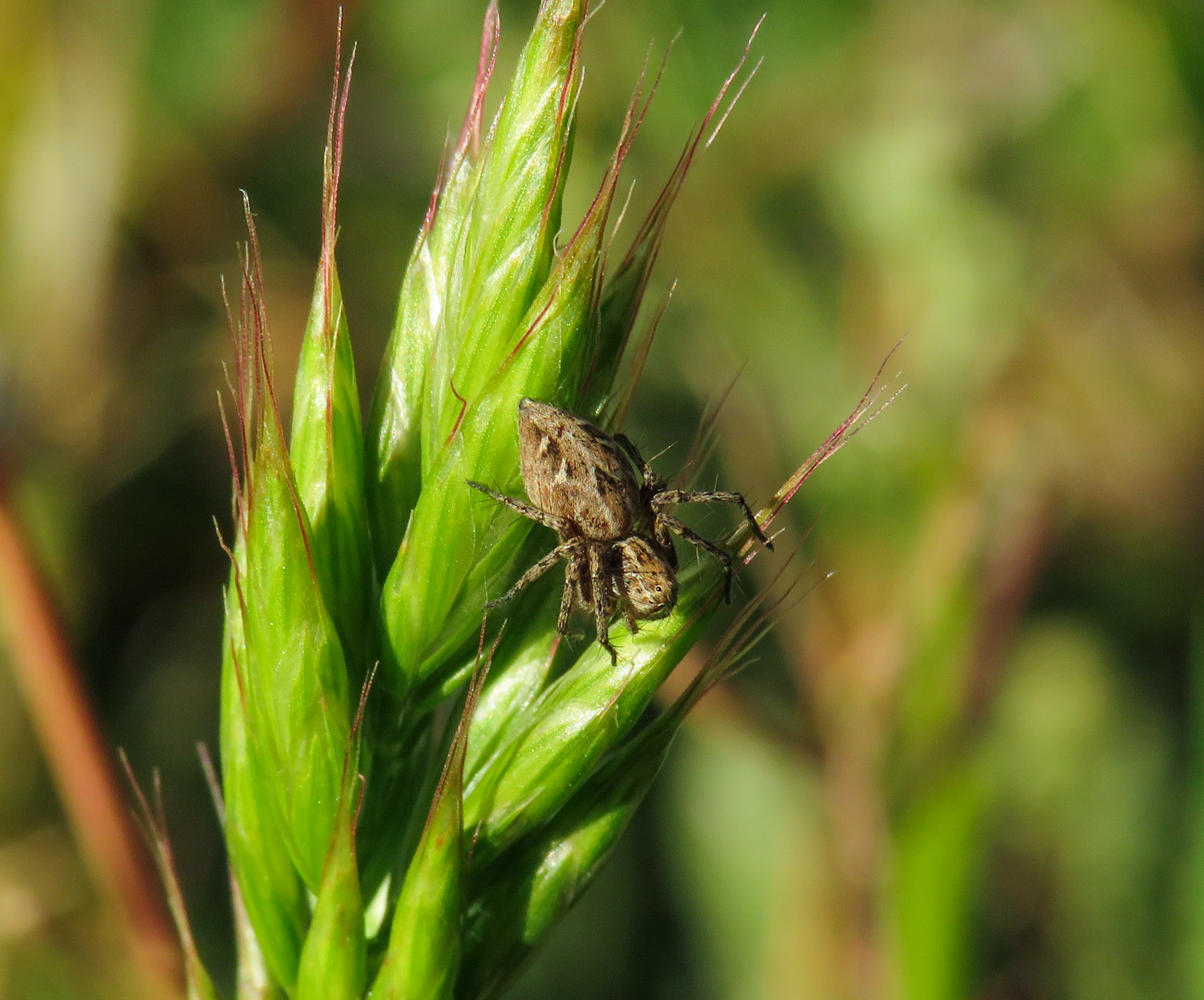
Oxyopes heterophthalmus en Madrid (España).

## Biología
Es una araña cazadora diurna de patas largas que es capaz de correr muy rápido y saltar sobre su presa de manera similar a un gato, lo que lleva a su nombre común de araña lince. No utilizan redes para atrapar presas. Su vista no es tan buena como la de las arañas saltadoras, pero pueden ver a sus presas desde una distancia de hasta 10 centímetros (4 pulgadas). En Gran Bretaña, los adultos salen a finales de mayo y junio. La hembra teje un capullo que está unido a una planta, lo protege hasta que los huevos eclosionan.

## Hábitat
Se encuentra normalmente en brezales secos maduros. Tiene preferencia por el brezo y otros arbustos.